# Bradysia reynoldsi
Bradysia reynoldsi is een muggensoort uit de familie van de rouwmuggen (Sciaridae). De wetenschappelijke naam van de soort is voor het eerst geldig gepubliceerd in 1938 door Metz.